# Callosides bartolozzii
Callosides bartolozzii là một loài bọ cánh cứng trong họ Hybosoridae. Loài này được Paulian & Cambefort miêu tả khoa học năm 1995.